# Величие
 Вижте пояснителната страница за други значения на величие.
Величие е качество, което предизвиква чувства на благоговение, почит и възхищение. Величието може да се отнася до личности, природни явления, произведения на изкуството и други.